# Villanueva de Ávila
Villanueva de Ávila és un municipi de la província d'Àvila, a la comunitat autònoma de Castella i Lleó.

## Demografia
| 1991 | 1996 | 2001 | 2004 |
| ---- | ---- | ---- | ---- |
| 666  | 612  | 308  | 322  |